# Prionolabis oregonensis
Prionolabis oregonensis är en tvåvingeart som först beskrevs av Alexander 1940.  Prionolabis oregonensis ingår i släktet Prionolabis och familjen småharkrankar. Inga underarter finns listade i Catalogue of Life.